# Porcellionides fuegiensis
Porcellionides fuegiensis là một loài chân đều trong họ Porcellionidae. Loài này được Dana miêu tả khoa học năm 1853.